# Wereldkampioenschappen veldrijden 2018
De wereldkampioenschappen veldrijden 2018 werden gehouden op 3 en 4 februari op de Cauberg in Valkenburg aan de Geul in Nederlands Limburg. Het was de eerste keer dat deze wereldkampioenschappen plaatsvonden in Limburg en de achtste keer in Nederland, de eerste keer was in 1971 in Apeldoorn en de laatste keer in 2014 in Hoogerheide. Van 2013 tot en met 2016 maakte de veldrit op de Cauberg deel uit van de wereldbeker. 
Het WK veldrijden in Valkenburg trok over 2 dagen 25.736 toeschouwers.

## Programma
Alle tijden zijn lokaal (UTC+1).
| Datum                    | Tijd          | Categorie        |
| ------------------------ | ------------- | ---------------- |
| Zaterdag 3 februari 2018 | 11:00 - 11:45 | Jongens junioren |
| Zaterdag 3 februari 2018 | 13:00 - 14:00 | Vrouwen beloften |
| Zaterdag 3 februari 2018 | 15:00 - 16:00 | Vrouwen elite    |
| Zondag 4 februari 2018   | 11:00 - 12:15 | Mannen beloften  |
| Zondag 4 februari 2018   | 15:00 - 16:05 | Mannen elite     |

## Uitslagen

### Mannen, elite
| Plaats        | Renner                 | Land             | Tijd     |
| ------------- | ---------------------- | ---------------- | -------- |
| Regenboogtrui | Wout van Aert          | België           | 1u09'00" |
| Zilver        | Michael Vanthourenhout | België           | + 2'13"  |
| Brons         | Mathieu van der Poel   | Nederland        | + 2'30"  |
| 4.            | Toon Aerts             | België           | + 3'16"  |
| 5.            | Lars van der Haar      | Nederland        | + 4'29"  |
| 6.            | Gioele Bertolini       | Italië           | + 4'42"  |
| 7.            | Tim Merlier            | België           | + 4'56"  |
| 8.            | Laurens Sweeck         | België           | + 5'21"  |
| 9.            | Daan Soete             | België           | + 5'30"  |
| 10.           | Steve Chainel          | Frankrijk        | + 5'51"  |
| 11.           | Quinten Hermans        | België           | + 5'58"  |
| 12.           | Michael Boroš          | Tsjechië         | + 6'16"  |
| 13.           | Francis Mourey         | Frankrijk        | + 6'27"  |
| 14.           | Marcel Meisen          | Duitsland        | + 6'44"  |
| 15.           | Stephen Hyde           | Verenigde Staten | + 6'53"  |

### Mannen, beloften
| Plaats        | Renner            | Land             | Tijd    |
| ------------- | ----------------- | ---------------- | ------- |
| Regenboogtrui | Eli Iserbyt       | België           | 50'54"  |
| Zilver        | Joris Nieuwenhuis | Nederland        | + 28"   |
| Brons         | Yan Gras          | Frankrijk        | + 35"   |
| 4.            | Adam Ťoupalík     | Tsjechië         | + 1'25" |
| 5.            | Thijs Aerts       | België           | + 1'44" |
| 6.            | Antoine Benoist   | Frankrijk        | + 1'55" |
| 7.            | Sieben Wouters    | Nederland        | + 2'25" |
| 8.            | Jakob Dorigoni    | Italië           | + 2'56" |
| 9.            | Gage Hecht        | Verenigde Staten | + 3'04" |
| 10.           | Timo Kielich      | België           | + 3'11" |

### Jongens, junioren
| Plaats        | Renner            | Land                | Tijd    |
| ------------- | ----------------- | ------------------- | ------- |
| Regenboogtrui | Ben Tulett        | Verenigd Koninkrijk | 41'19"  |
| Zilver        | Tomas Kopecky     | Tsjechië            | + 22"   |
| Brons         | Ryan Kamp         | Nederland           | + 30"   |
| 4.            | Tom Lindner       | Duitsland           | + 34"   |
| 5.            | Lane Maher        | Verenigde Staten    | + 35"   |
| 6.            | Pim Ronhaar       | Nederland           | + 36"   |
| 7.            | Mees Hendrikx     | Nederland           | + 48"   |
| 8.            | Gerben Kuypers    | België              | + 55"   |
| 9.            | Ryan Cortjens     | België              | + 59"   |
| 10.           | Thibault Valognes | Frankrijk           | + 1'10" |

### Vrouwen, elite

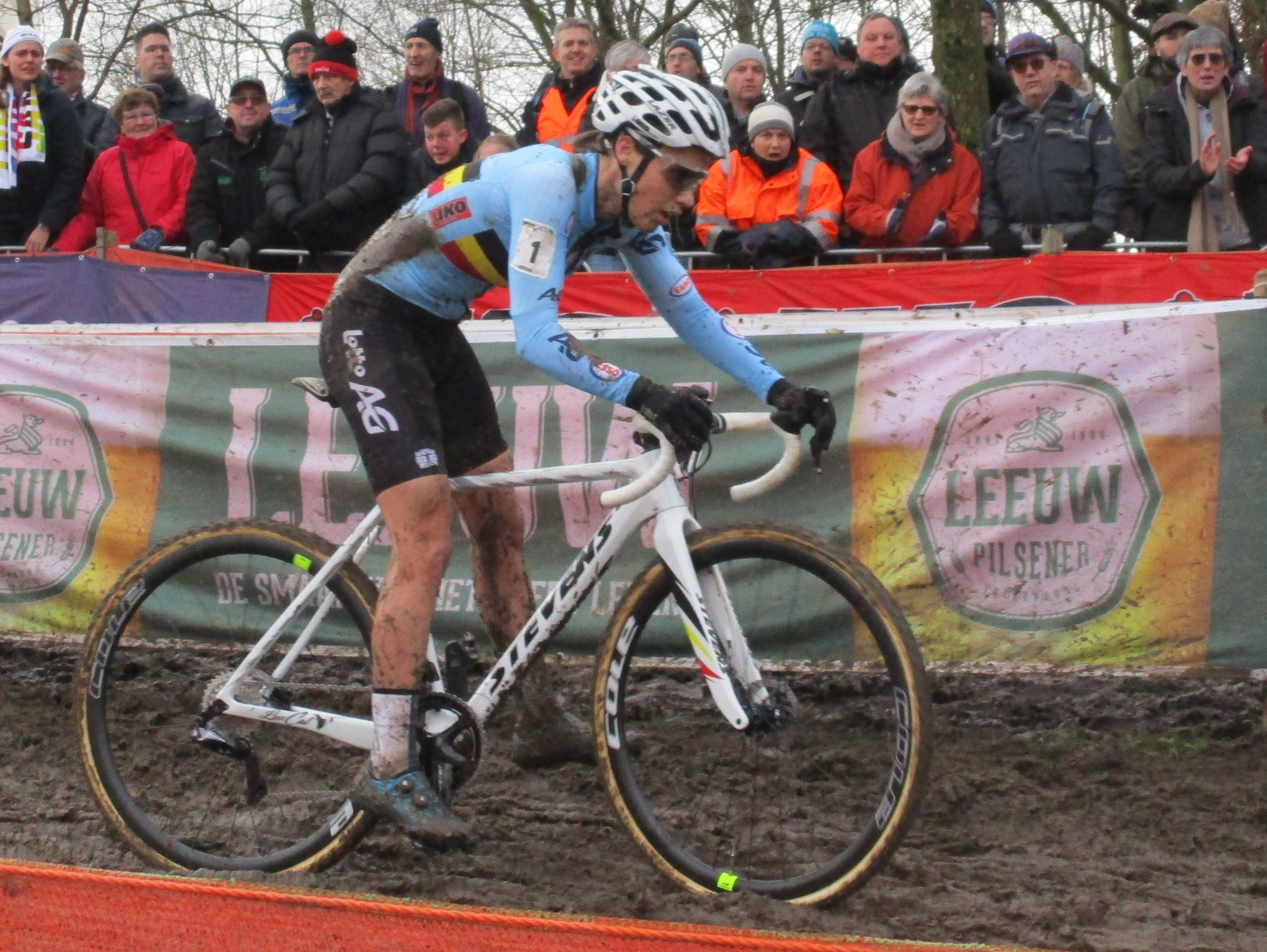
Winnares Sanne Cant

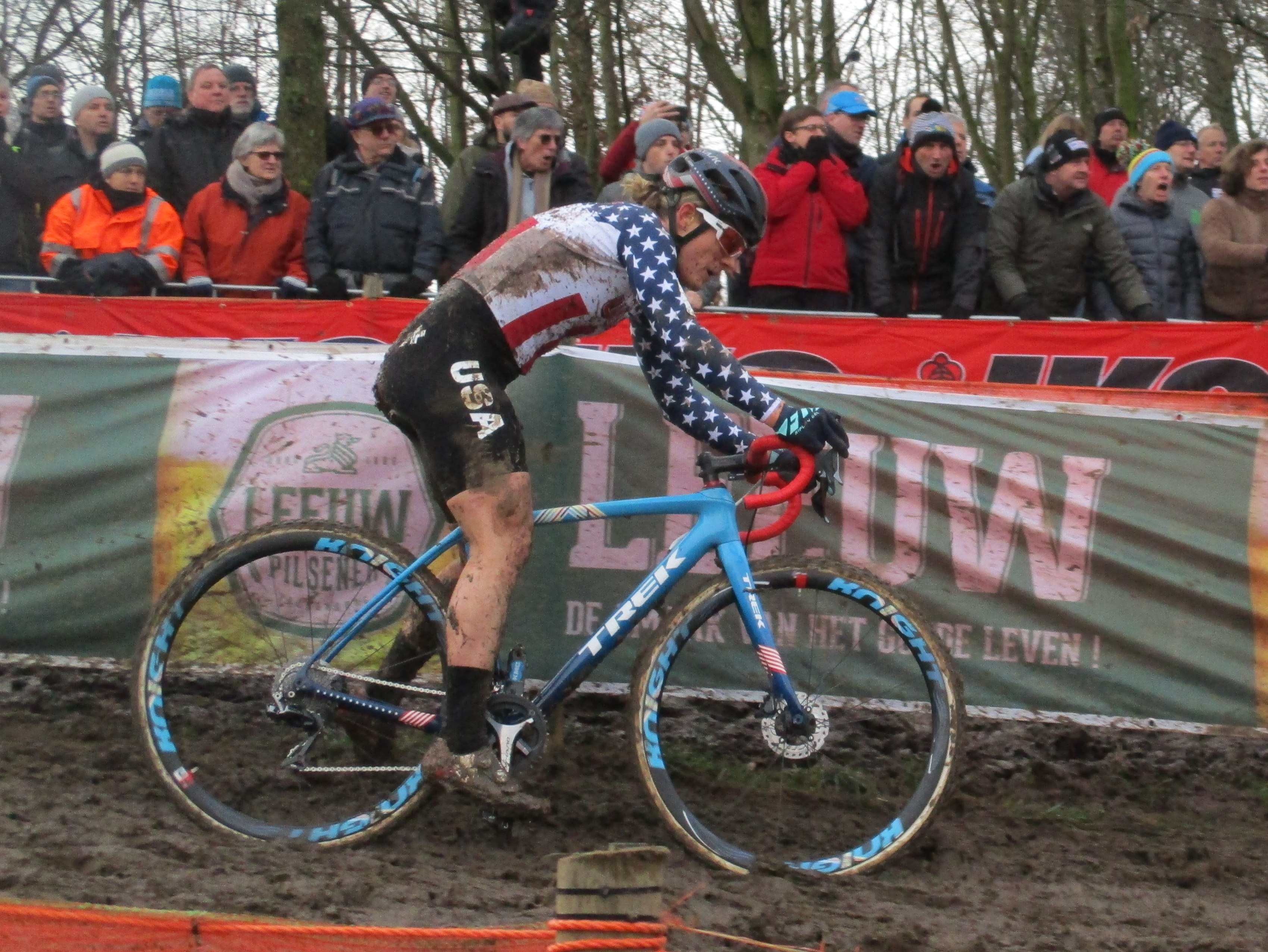
Katie Compton werd tweede

| Plaats        | Renster           | Land             | Tijd    |
| ------------- | ----------------- | ---------------- | ------- |
| Regenboogtrui | Sanne Cant        | België           | 49'34"  |
| Zilver        | Katherine Compton | Verenigde Staten | + 12"   |
| Brons         | Lucinda Brand     | Nederland        | + 26"   |
| 4.            | Christine Majerus | Luxemburg        | + 55"   |
| 5.            | Elisabeth Brandau | Duitsland        | + 1'26" |
| 6.            | Kaitlin Keough    | Verenigde Staten | + 1'45" |
| 7.            | Eva Lechner       | Italië           | + 1'49" |
| 8.            | Elle Anderson     | Verenigde Staten | + 1'57" |
| 9.            | Marlene Petit     | Frankrijk        | + 2'10" |
| 10.           | Caroline Mani     | Frankrijk        | + 2'38" |

### Vrouwen, beloften

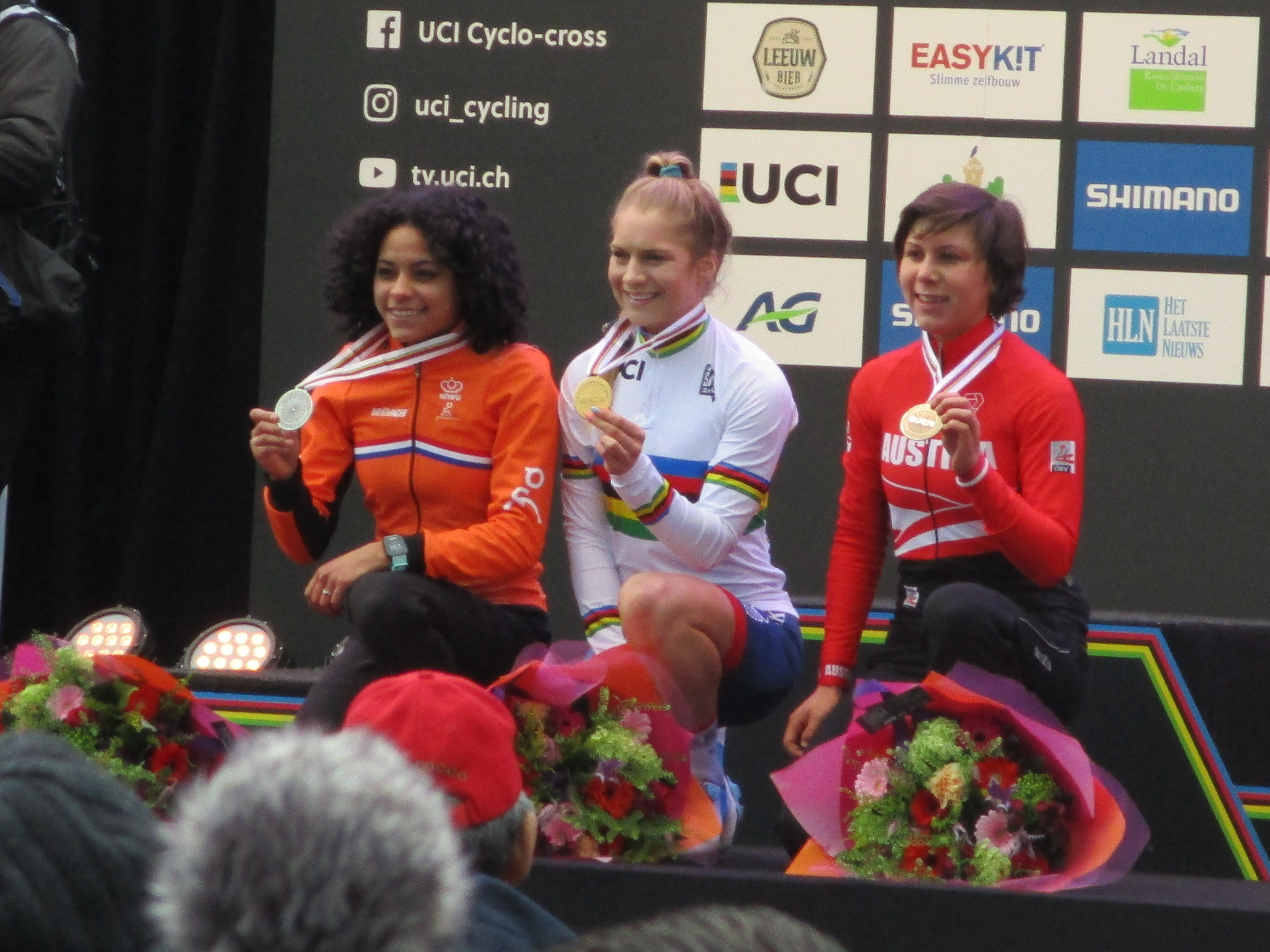
Podium vrouwen beloften.

| Plaats        | Renster                    | Land                | Tijd    |
| ------------- | -------------------------- | ------------------- | ------- |
| Regenboogtrui | Evie Richards              | Verenigd Koninkrijk | 37'52"  |
| Zilver        | Ceylin del Carmen Alvarado | Nederland           | + 38"   |
| Brons         | Nadja Heigl                | Oostenrijk          | + 1'04" |
| 4.            | Harriet Harnden            | Verenigd Koninkrijk | + 1'24" |
| 5.            | Fleur Nagengast            | Nederland           | + 1'40" |
| 6.            | Sara Casasola              | Italië              | z.t.    |
| 7.            | Emma White                 | Verenigde Staten    | + 1'59" |
| 8.            | Marion Norbert-Riberolle   | Frankrijk           | + 2'03" |
| 9.            | Adela Safarova             | Tsjechië            | z.t.    |
| 10.           | Laura Verdonschot          | België              | + 2'41" |

## Medaillespiegel
| Plaats | Land                | Goud | Zilver | Brons | Totaal |
| 1      | België              | 3    | 1      | 0     | 4      |
| 2      | Verenigd Koninkrijk | 2    | 0      | 0     | 2      |
| 3      | Nederland           | 0    | 2      | 3     | 5      |
| 4      | Tsjechië            | 0    | 1      | 0     | 1      |
| 4      | Verenigde Staten    | 0    | 1      | 0     | 1      |
| 6      | Oostenrijk          | 0    | 0      | 1     | 1      |
| 6      | Frankrijk           | 0    | 0      | 1     | 1      |
| Totaal | Totaal              | 5    | 5      | 5     | 15     |

- Oostenrijk behaalde de eerste medaille ooit op de wereldkampioenschappen veldrijden.

## Organisatie
De organisatie was in handen van de Stichting Wereldkampioenschap Cyclocross 2018, onder het voorzitterschap van Gert Veenhuizen. Het parcours is uitgezet door Adrie van der Poel. 
De UCI spreekt over 25.736 bezoekers over 2 dagen. De organisatie spreekt over 22.200 unieke bezoekers en 29.400 bezoeken in totaal (7.200 bezoekers hadden een combi-ticket voor 2 dagen).
| Ticket   | Prijs per ticket | Bezoekers | Totaal    |
| -------- | ---------------- | --------- | --------- |
| Combi    | € 42,50          | 7.200     | € 306.000 |
| Zaterdag | € 22,50          | 3.000     | € 67.500  |
| Zondag   | € 27,50          | 12.000    | € 330.000 |
| Totaal   | Totaal           | 22.200    | € 703.500 |

### Financiën
De stichting heeft om het evenement financieel mogelijk te maken, steun gevraagd aan de provincie Limburg, de gemeente Valkenburg aan de Geul en Stichting Evenementen Promotion Valkenburg. Oorspronkelijk had de provincie Limburg € 300.000 aan subsidie toegezegd, de gemeente Valkenburg van de Geul € 150.000 en de Stichting Evenementen Valkenburg aan de Geul Promotion eveneens € 150.000. Maar toen in de aanloop, het evenement in financiële problemen dreigde te geraken doordat de verwachte sponsoropbrengsten en bezoekersaantallen tegenvielen, gaven de provincie, de gemeente Valkenburg en de Stichting Evenementen Valkenburg aan de Geul Promotion ieder nog een garantiesubsidie van twee ton. Dit bedrag is later teruggebracht naar € 160.000 garantiesubsidie per partner. Na de eindafrekening bleek de organisatie een batig saldo van € 64.581 over te houden, waardoor de 3 partners elk, een bedrag van € 21.527 terugkregen aan garantiesubsidie. Per saldo heeft de provincie Limburg uiteindelijk € 438.473 aan subsidie verleend, de gemeente Valkenburg aan de Geul € 288.473 en de Stichting Evenementen Valkenburg aan de Geul Promotion eveneens € 288.473. Verder ontving de organisatie een subsidie van € 250.000 van het Ministerie van VWS, in het kader van de subsidieregeling van topsportevenementen. € 200.000 was toegekend voor de organisatie van het wereldkampioenschap en € 50.000 voor de organisatie van de "side-events".
| Partner                                    | Oorspronkelijk | Aanvullend | Restant      | Werkelijk   |
| ------------------------------------------ | -------------- | ---------- | ------------ | ----------- |
| Subsidies                                  |                |            |              |             |
| Provincie Limburg                          | € 300.000      | € 160.000  | -/- € 21.527 | € 438.473   |
| Gemeente Valkenburg aan de Geul            | € 150.000      | € 160.000  | -/- € 21.527 | € 288.473   |
| Ministerie van VWS                         | € 250.000      |            |              | € 250.000   |
| Totaal subsidies                           | € 600.000      | € 320.000  | -/- € 43.054 | € 976.946   |
| Sponsoring                                 |                |            |              |             |
| Stichting Evenementen Promotion Valkenburg | € 150.000      | € 160.000  | -/- € 21.527 | € 288.473   |
| Overige sponsoring                         | € 227.264      |            |              | € 227.264   |
| Totaal sponsoring                          | € 377.264      | € 160.000  | -/- € 21.527 | € 515.737   |
| Totaal                                     | € 1.077.264    | € 480.000  | -/- € 64.581 | € 1.492.683 |

|                           | Realisatie 2017 t/m 2018 | Realisatie 2016 | Begroting 2016 t/m 2018 |
| ------------------------- | ------------------------ | --------------- | ----------------------- |
| Baten                     |                          |                 |                         |
| Hospitality (VIP-tickets) | € 348.240                | ??              | € 662.500               |
| Subsidiebaten             | € 806.259                | ??              | € 550.000               |
| Sponsorbijdragen          | € 510.061                | ??              | € 450.000               |
| Ticketing                 | € 727.452                | ??              | € 862.396               |
| Catering                  | € 97.500                 | ??              | € 75.000                |
| Som van de baten          | € 2.489.512              | ??              | € 2.599.896             |
| Lasten                    |                          |                 |                         |
| Productie                 | € 1.431.414              | ??              | € 1.034.787             |
| Locatie                   | € 395.698                | ??              | € 273.325               |
| Communicatie              | € 81.993                 | ??              | € 147.800               |
| Algemeen                  | € 553.318                | ??              | € 680.500               |
| Som van de lasten         | € 2.462.153              | ??              | € 2.136.412             |
|                           |                          |                 |                         |
|                           | € 27.359                 | ??              | € 463.484               |
|                           |                          |                 |                         |
| Overige opbrengsten       | € 8.700                  | ??              | € 0                     |
|                           | € 36.059                 | ??              | € 463.484               |
| Rentelasten, etc.         | € 8.259                  | ??              | € 0                     |
|                           |                          |                 |                         |
| Resultaat                 | € 44.318                 | € -44.318       | € 463.484               |
| Resultaat                 | € 0                      |                 | € 463.484               |
|                           | Realisatie 2017 t/m 2018 | Realisatie 2016 | Begroting 2016 t/m 2018 |

### Tv-uitzending en media
De internationale tv-uitzending werd verzorgd door de NOS, onder regie van Pim Marks. Brigitte Janssen was de producer. Het Belgische VRT had een studio op locatie met uitzicht op de finishlijn en het podium. De TV graphics werden verzorgd door het bedrijf Chronorace. Het WK werd uitgezonden in 125 landen, in 2017 waren dat nog 66 landen. Op NPO 1 werd de mannen elite en vrouwen elite wedstrijd live uitgezonden. De regionale omroep L1 zond de mannen beloften wedstrijd live uit. In totaal heeft NPO 1, 4 uur en 11 minuten en L1 1 uur en 15 minuten verslag gedaan van het WK veldrijden. In totaal zijn er 444 media accreditaties verstrekt, waarvan 230 aan de tv, radio en video gerelateerde media. 214 accreditaties zijn verstrekt aan de overige media zoals de schrijvende pers (37%), fotografen (47%) en de nieuwe digitale media (15%).
| Categorie     | Kijkcijfers | Marktaandeel |
| ------------- | ----------- | ------------ |
| Mannen elite  | 1.257.664   | 75,3%        |
| Vrouwen elite | 689.763     | 61,8%        |
| Totaal        | 1.947.427   |              |

|                                                | Aantal |
| ---------------------------------------------- | ------ |
| Media (schrijvende pers, fotografen, digitaal) | 214    |
| TV, radio, video                               | 230    |
| Totaal                                         | 444    |

## Prijzengeld
In onderstaande tabel vindt u de verdeling van het prijzengeld per categorie:
| Pos.   | Mannen/vrouwen | Mannen/vrouwen | Jongens  | Jongens |
| Pos.   | Elite          | Beloften       | Junioren |         |
| ------ | -------------- | -------------- | -------- | ------- |
| 1.     | € 3.667        | € 2.200        | € 1.467  |         |
| 2.     | € 1.833        | € 1.100        | € 733    |         |
| 3.     | € 880          | € 587          | € 367    |         |
| Totaal | € 7.334        | € 3.666        | € 1.834  |         |